# مناستریو د لا سیرا
مناستریو د لا سیرا (به اسپانیایی: Monasterio de la Sierra) یک شهرستان در اسپانیا است.